# Jan Švejdar
Jan Švejdar (* 21. listopadu 1967 Žacléř) je bývalý český policista, v letech 2018 až 2022 policejní prezident Policie České republiky.

## Policejní kariéra
K tehdejšímu Sboru národní bezpečnosti (konkrétně k Pohotovostnímu pluku VB) nastoupil v březnu 1987, začínal na obvodním oddělení v Peci pod Sněžkou. V roce 1989 přešel na Odbor obecné kriminality Okresního ředitelství Trutnov, jemuž pak v letech 1991 až 1993 šéfoval. V letech 1993 až 2006 byl velitelem Služby kriminální policie a vyšetřování Policie ČR Správy Východočeského kraje Hradec Králové. V roce 2002 vystudoval sociální pedagogiku na Pedagogické fakultě Univerzity Hradec Králové.
Mezi roky 2006 a 2007 působil jako ředitel Úřadu služby kriminální policie a vyšetřování Policejního prezidia ČR, následně do roku 2012 vykonával funkci náměstka ředitele pro Službu kriminální policie a vyšetřování Krajského ředitelství policie Královéhradeckého kraje. V letech 2012 až 2013 byl ředitelem KŘP Královéhradeckého kraje a v letech 2013 až 2018 ředitelem KŘP Pardubického kraje.
Když na konci října 2018 rezignoval Tomáš Tuhý na funkci policejního prezidenta Policie ČR, bylo na místo jeho nástupce vyhlášeno výběrové řízení. Švejdar se do něj přihlásil a porazil ředitele KŘP Ústeckého kraje Jaromíra Knížete. Následně ministr vnitra ČR Jan Hamáček jmenoval Švejdara do funkce policejního prezidenta Policie ČR, a to s účinností od 1. prosince 2018. Prezident Miloš Zeman jej dne 8. května 2019 jmenoval brigádním generálem a dne 27. října 2020 generálmajorem.
Z vedení policie se rozhodl odejít v prosinci 2021 po pohovoru s nově nastupujícím ministrem vnitra ČR Vítem Rakušanem. O rozvázání služebního poměru k 31. březnu 2022 požádal počátkem ledna 2022. Jeho nástupcem se stal dosavadní první náměstek policejního prezidenta Martin Vondrášek.

## Osobní život
Je ženatý, má tři děti.